# کالکی کوچلین
کالکی کوچلین (به انگلیسی: kalki koechlin) (زاده ۱۰ ژانویه ۱۹۸۴) بازیگر و نویسنده فرانسوی است. او از والدینی فرانسوی در پوندیچری هند زاده شد و اگرچه شهروند فرانسه است اما بیشتر زندگی خود را در هند گذرانده‌است. او برنده یک جایزۀ ملی فیلم و یک جایزۀ فیلم‌فیر شده‌است.
کوچلین تحصیلات درام را در کالج گلداسمیت، دانشگاه لندن گذراند و همراه با یک گروه محلی تئاتر تمرین می‌کرد. پس از بازگشت به هند، او برای اولین بار با فیلم دو.دی (۲۰۰۹) وارد عرصه سینما شد و برنده جایزۀ فیلم‌فیر بهترین بازیگر نقش مکمل زن شد. پس از آن کوچلین در دو فیلم پرفروش زندگی روز به روزه (۲۰۱۱) و جوانی و دیوانگی (۲۰۱۳) ظاهر شد و توانست برای هر دو فیلم نیز نامزد دریافت جایزۀ فیلم‌فیر بهترین بازیگر نقش مکمل زن شود. کوچلین حرفۀ خود را با فیلم‌های تجاری نظیر فیلم هیجانی روزی روزگاری جادوگری بود (۲۰۱۳) و درام موزیکال پسر خیابان (۲۰۱۹) ادامه داد. بازی او در نقش یک زن جوان فلج مغزی در درام مارگاریتا با نی (۲۰۱۵) تحسین منتقدان را برانگیخت و جایزۀ ملی فیلم را دریافت کرد.

## فیلم‌شناسی
فهرست برخی از فیلم‌هایی که کالکی کوچلین در آنها به ایفای نقش پرداخته‌است:
- دو.دی (۲۰۰۹)
- زندگی روز به روزه (۲۰۱۱)
- شانگهای (۲۰۱۲)
- جوانی و دیوانگی (۲۰۱۳)
- روزی روزگاری جادوگری بود (۲۰۱۳)
- پایان خوش (۲۰۱۴)
- مارگاریتا با نی (۲۰۱۵)
- ساخته‌شده در بهشت (۲۰۱۹)
- پسر خیابان (۲۰۱۹)
- کجا خودمان را گم کردیم (۲۰۲۳)